# Schruns
Schruns – gmina targowa w Austrii, w kraju związkowym Vorarlberg, w powiecie Bludenz. Leży na granicy pasm Rätikon i Verwallgruppe. Jest znaną bazą narciarską i ośrodkiem sportowym i tyrystycznym. Liczy 3642 mieszkańców (1 stycznia 2015). W latach 80. i 90. XX wieku organizowano tu zawody Pucharu Świata w narciarstwie alpejskim.

## Osoby

### urodzone w Schruns
- Rainer Salzgeber, narciarz alpejski
- Anita Wachter, narciarka alpejska

### związane z gminą
- Ernest Hemingway, amerykański pisarz
- Elisabeth Schwarzkopf, niemiecka śpiewaczka

## Galeria

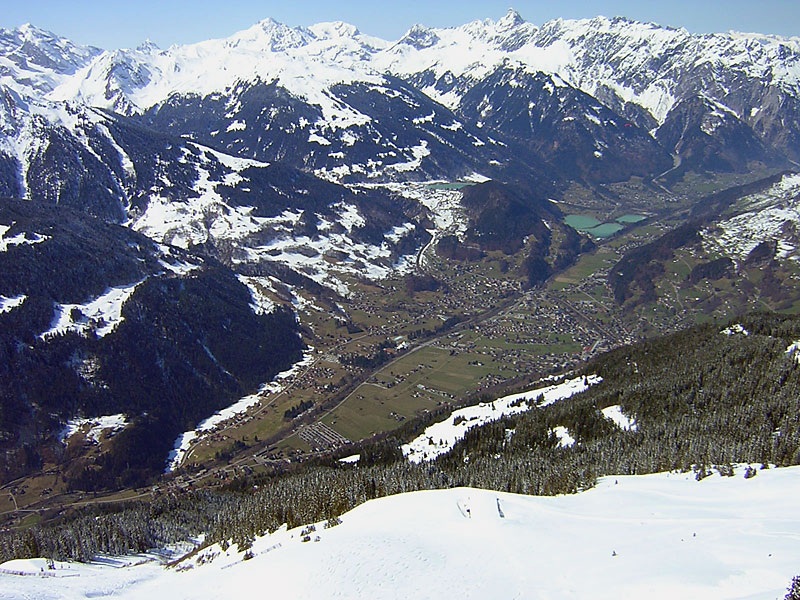
Schruns widziane ze szczytu Hochjoch
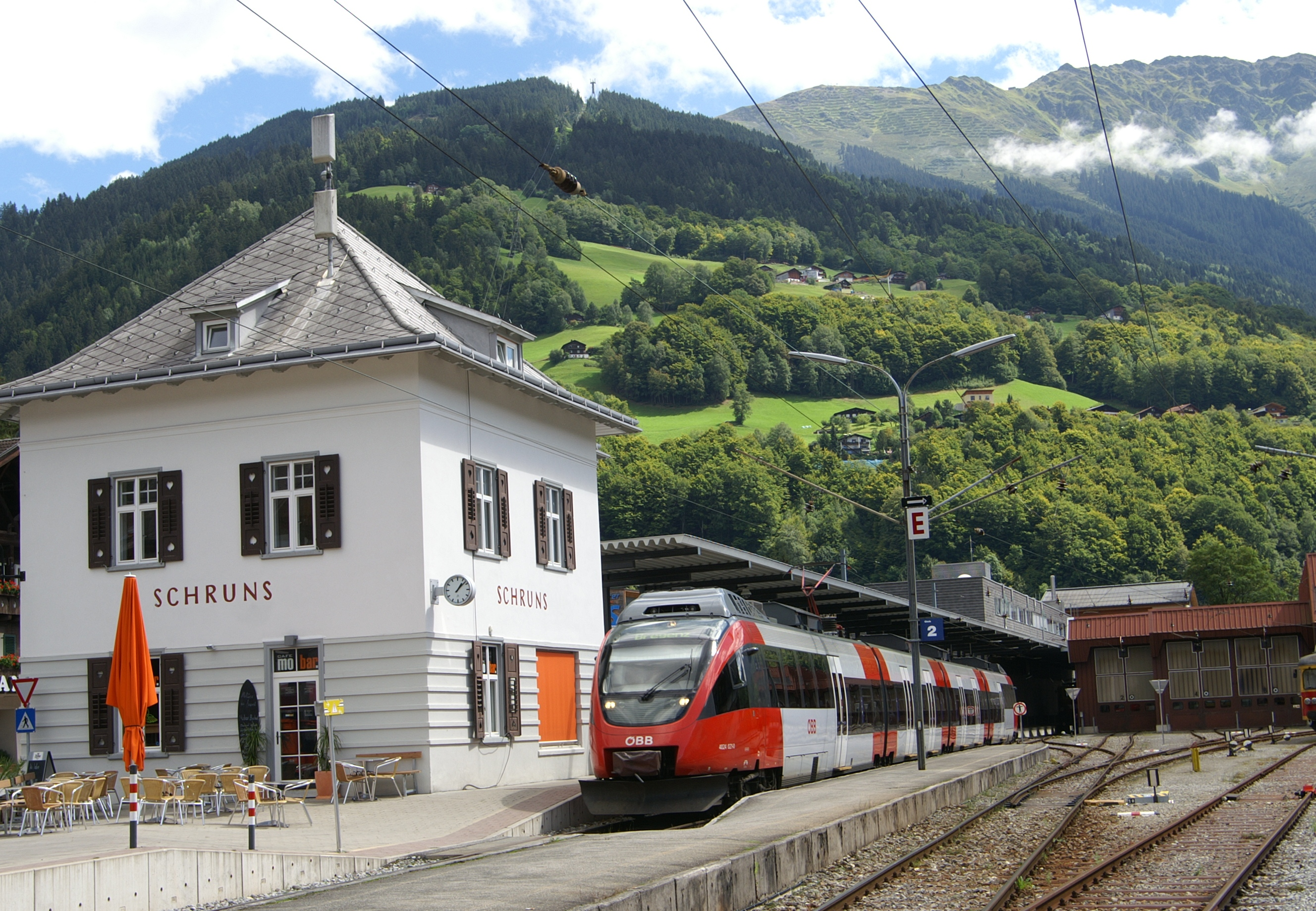
Dworzec kolejowy
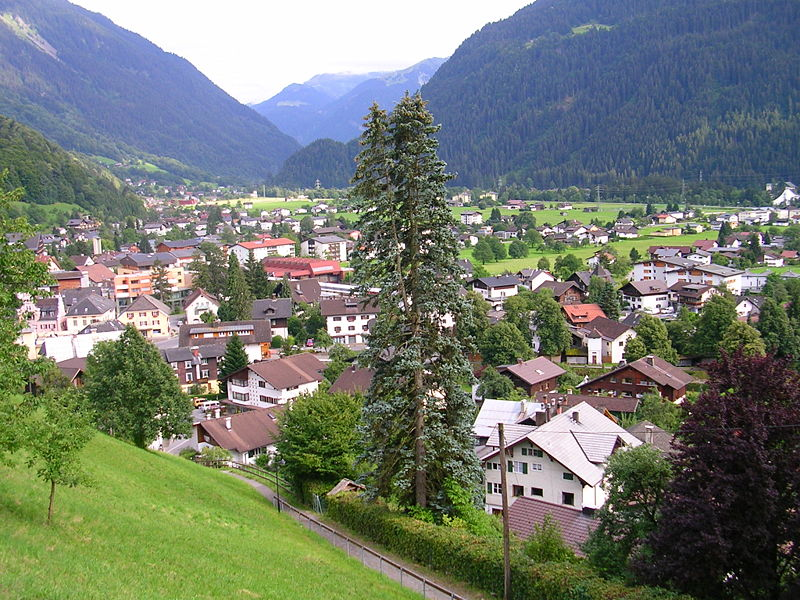
Schruns latem